# Sallmannshäuser Rennsteig

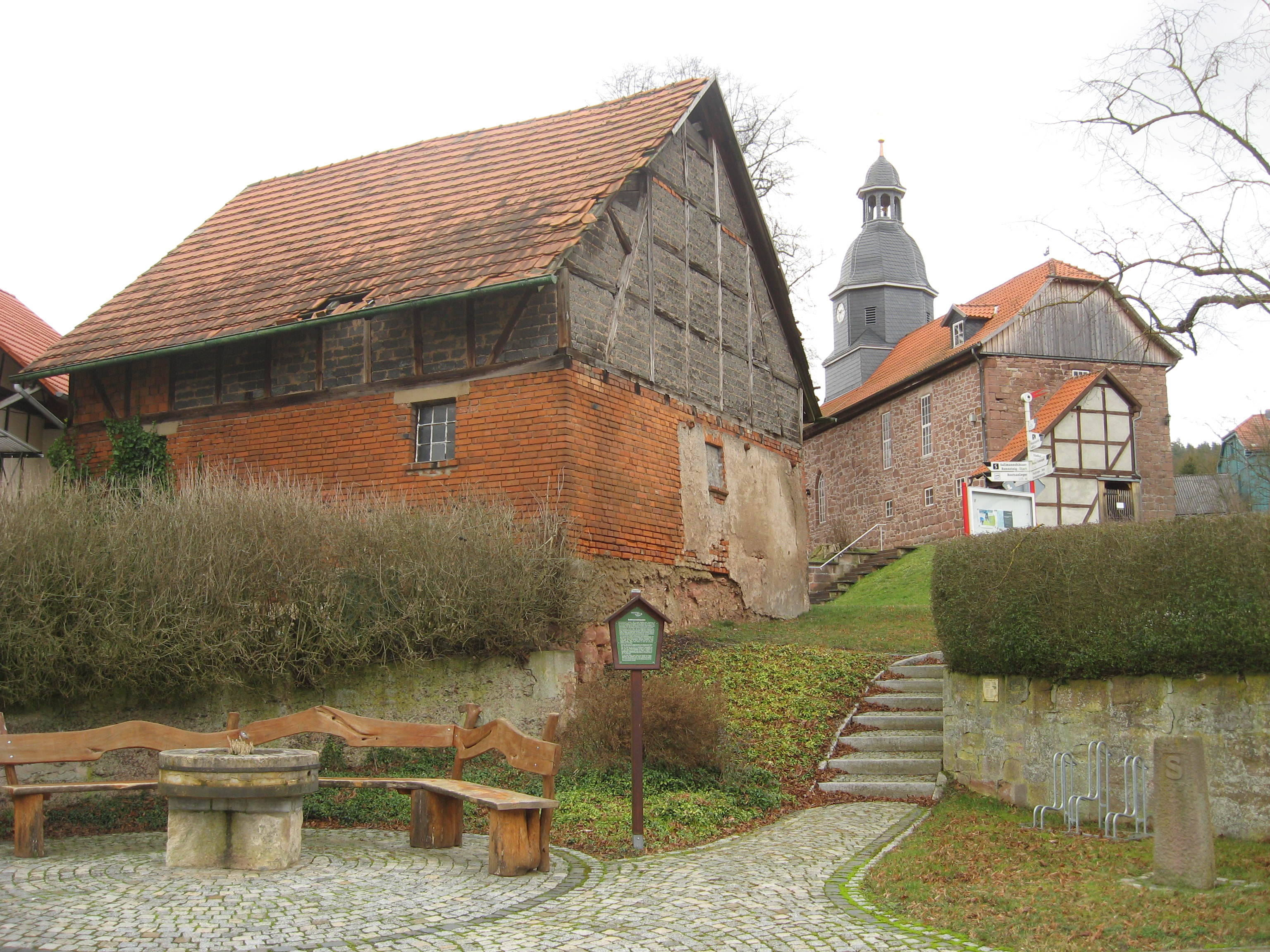
Sallmannshäuser Rennsteig, Bank und Stein bei seinem Beginn in Sallmannshausen

Der Sallmannshäuser Rennsteig (auch Junkerscher Rennsteig, Westend oder Rennsteig Ernsts des Frommen) ist ein Höhenweg im Wartburgkreis in Thüringen. Er führt über 28 km von der Werra in Sallmannshausen zum Rennsteig bei Ruhla.
Der mit einem weißen S markierte Wanderweg führt über das Obereller Hügelland zwischen Suhl- und Eltetal auf den Milmesberg und von da über südwestliche Ausläufer des Thüringer Waldes bis zu dessen Kamm. Er steigt von 205 m an der Werra auf 629 m ü. NHN am Ruhlaer Häuschen. Beim Bewältigen des Wegs werden 980 Höhenmeter überwunden, von der Werra kommend 700 m bergauf und 280 m bergab. Wegen der zahlreichen Aussichten ins Land empfiehlt sich die Begehung vom Rennsteig hinab Richtung Werra, was auch die leichter zu bewältigende Route ist.
Der Sallmannshäuser Rennsteig ist bis kurz vor Herda Teil des Thüringen-Hessen-Rhein Wanderwegs, einem Fernwanderweg vom Großen Inselsberg nach Engers am Rhein. Infolge der Deutschen Teilung war der Sallmannshäuser Rennsteig jahrzehntelang nicht durchgängig begehbar, was seit 1994 wieder möglich ist.

## Verlauf

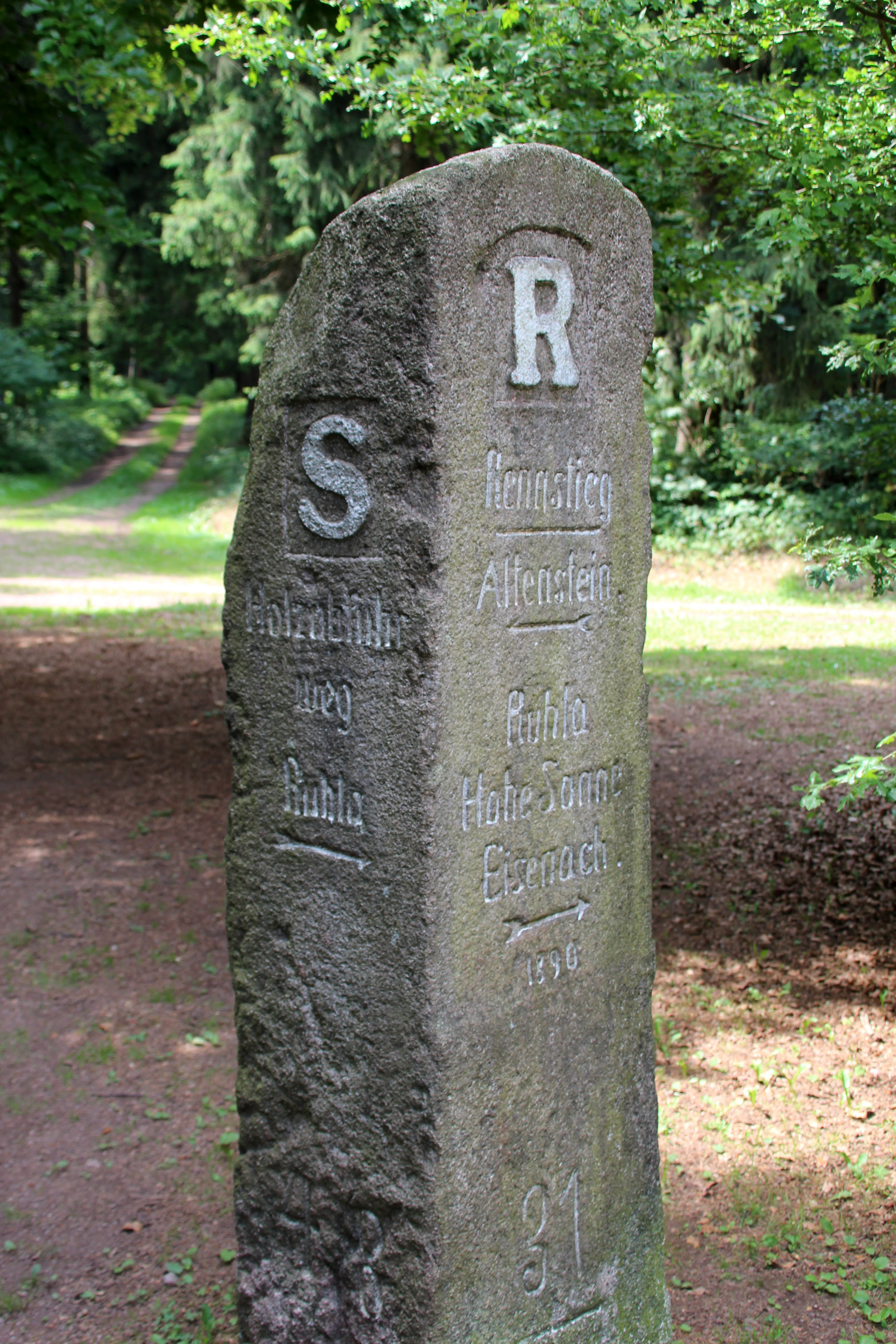
Rennsteig-Obelisk am Ruhlaer Häuschen

In Laufrichtung von Ost nach West beginnt der Sallmannshäuser Rennsteig 2 km südwestlich von Ruhla am Ruhlaer Häuschen. Nach knapp 2,5 km erreicht er das Forsthaus Kissel und die nahe gelegene Quelle der Elte. Südwestlich des Ortes Etterwinden überquert der Weg die Bundesstraße 19. Der Sallmannshäuser Rennsteig verläuft hier gemeinsam mit dem Pummpälzweg. Der folgende Wegabschnitt bildete früher die Grenze zwischen den Herzogtümern Sachsen-Eisenach und Sachsen-Meiningen. Zwischen dem Wackenhof und Eckardtshausen verläuft der Weg über den Milmesberg, um nördlich von Marksuhl über die historische Herrschaftsbrücke die Werrabahn zu queren und bald darauf die Bundesstraße 84 zu kreuzen. Die Route verläuft nun südlich von Oberellen, bis sie – jetzt eine kurze Strecke der Kurzen Hessen folgend – die frühere Bahnstrecke Förtha–Gerstungen schneidet. Bei Lutzberg gelangt man in das Waldgebiet Böller, nach dessen Durchquerung steigt man nach Sallmannshausen ins Werratal ab.

## Geschichte
Die im Jahr 1703 von Christian Juncker verfasste Beschreibung des Rennsteiges, weicht an ihren Endpunkten vom Verlauf des (heutigen) Rennsteigs ab. Junckers Rennsteig führte vom Wegekreuz am Ruhlaer Häuschen nicht weiter auf dem Kamm des Thüringer Waldes Richtung Nordwesten zur Werra bei Hörschel, sondern nach Westen zum Lutzenloch bei Marksuhl. Julius von Plänckner legte 1830 den Verlauf des Rennsteig fest, den er bis heute hat. Die Gründer des Rennsteigvereins erkundeten Anfang der 1890er Jahre den Verlauf des von Juncker bis Marksuhl beschriebenen Weges und suchten den ab Marksuhl wahrscheinlichen weiteren Verlauf bis zur Werra, auf diese Weise gelangten sie nach Sallmannshausen. 1895 wurde der Weg mit den Buchstaben VR für Vorderer Rennsteig erstmals markiert. Besonders um die Katalogisierung und Erforschung des Rennsteigs von Sallmannshausen machte sich Elisabeth Streller (1897–1939) verdient.
Das im Sperrgebiet der DDR liegende Waldgebiet Böller wurde Truppenübungsplatz und der Sallmannshäuser Rennsteig bei Lutzberg von der Trasse der Bahnstrecke Förtha–Gerstungen unterbrochen. Der Weg geriet in Vergessenheit und wurde erst nach der Wende in den 1990er Jahren neu erschlossen. Eine grundhafte Instandsetzung und Neubeschilderung erfolgte 2018 durch die Kommunale Arbeitsgemeinschaft Wartburgregion unter Federführung Gerstungens, in dessen Gemeindegebiet rund 20 km des Sallmannshäuser Rennsteigs verläuft.